# 中川順節
中川 順節（なかがわ じゅんせつ、1804年（文化元年） - 1865年3月28日（元治2年3月2日））は、江戸時代の囲碁棋士。井上幻庵因碩門下、五段。大阪に移り住んで関西碁界発展に尽くし多くの弟子を育てた他、本因坊秀策との対局が有名。

## 経歴
徳川御家人の家に生れ、幼時から碁を好み、長じてから幻庵因碩門下となる。山水悠々を望むとて、家は早くに弟に譲り碁道に励み、五段まで昇る。1841年(天保12年)、関西を遊歴した際に、京都の河喜多耕之助五段と互先4局、福井半四郎五段と互先2局を打って全勝し、京都に対抗しようとする大阪の愛好者に説得されて大阪に居し、後進の指導に務めるとともに、井上家と関西の関わりを深める。
この年、帰郷から江戸へ戻る途中の安田栄斎（本因坊秀策）初段が大阪に立ち寄り、順節と二子で4局打って全勝。1846年(弘化3年)5月、2度目の帰郷後の安田秀策四段が順節に先相先で4局を打ち、順節は井上門の研究とも言われる大斜定石も繰り出すが、秀策が全勝となる。順節は秀策を来阪予定の師の幻庵因碩と対戦させようと7月まで逗留させ、この時の因碩-秀策戦の1局が「耳赤の局」として知られる。
続いて本因坊秀和に随行して来た村瀬秀甫四段が先相先で順節を破る。これをして後に秀策、秀甫を名人となる者と評した。
1865年(元治2年)に没し、天王寺一心寺に葬られる。門下に泉秀節など。
1843年(天保14年)に、幻庵因碩に先二で1勝1敗。